# Як обертається світ
«Як обертається світ» (англ. As the World Turns) — американська телевізійна мильна опера, що виходила щодня по буднях на каналі CBS. Дія розгортається у вигаданому містечку Окдейл, штат Іллінойс. Серіал вперше з'явився на екранах 2 квітня 1956 і спочатку мав хронометраж 30 хвилин, що було нововведенням, оскільки до цього телевізійні серіали виходили серіями по 15 хвилин.
Спочатку глядачів не захопила ідея півгодинних епізодів, і рейтинги залишали бажати кращого, але до 1958 становище покращилося, і в 1959 шоу виявилося на вершині успіху. «Як обертається світ» був найпопулярнішим денним серіалом в Америці з 1958 до 1978 року.
З 13 лютого 1967 року шоу перестали пускати в ефір наживо, а стали записувати серії на плівку, а 21 серпня того ж року вперше вийшли кольорові епізоди серіалу. 1 грудня 1975 року серія стала довшою вдвічі й доросла до повної години.
Після того, як 18 вересня 2009 року була показана фінальна серія «Дороговказного світла», «Як обертається світ» став найдовшим телесеріалом на телебаченні, що виходив в ефір, і залишався таким до свого закриття.
Серіал примітний тим, що за всю свою історію жодного разу не змінював міста, де вироблявся. Майданчики переїжджали лише з одного району Нью-Йорка до іншого: перші 43 роки зйомки велися на Мангеттені, а з 1999 року — в Брукліні.
«Як обертається світ» чотири рази ставав переможцем престижної телевізійної премії — денна «Еммі» в номінації «Найкращий телесеріал» (у 1987, 1991, 2001 та 2003 роках).
Серіал припинив виходити в ефір 17 вересня 2010 року.

## Акторський склад
Актори, які знялися у понад 1200 епізодів, та їхні персонажі:
- Елізабет Габбард — Люсінда Волш (1750 епізодів, 1984-2010)
- Дон Гастінґс — Боб Г'юз (1744 епізодів, 1960-2010)
- Коллін Зенк — Барбара Раян (1736 епізодів, 1978-2010)
- Джон Генслі — Голден Снайдер (1718 епізодів, 1985-2010)
- Кетрін Гейс — Кім Г'юз (1682 епізодів, 1972-2010)
- Ейлін Фултон — Лайза (1678 епізодів, 1960-2010)
- Скотт Голмс — Том Г'юз (1625 епізодів, 1987-2010)
- Келлі Меніґан — Емілі Стюарт (1621 епізодів, 1991-2010)
- Еллен Долан — Марго Г'юз (1610 епізодів, 1988-2010)
- Марі Мастерс — Сьюзен Стюарт (1578 епізодів, 1968-2010)
- Кетлін Віддоуз — Емма Снайдер (1550 епізодів, 1985-2010)
- Гелен Вагнер — Ненсі Г'юз (1523 епізодів, 1956-2010)
- Террі Конн — Кеті Перетті (1375 епізодів, 1998-2010)
- Ларрі Бріггман — доктор Джон Діксон (1314 епізодів, 1969-2010)
- Тамара Тюні — Джессіка Гріффін (1276 епізодів, 1987-2009)